# Шаманка (Баяндаевский район)
Шама́нка — деревня в Баяндаевском районе Иркутской области России. Входит в состав Половинского муниципального образования.

## География
Деревня находится на расстоянии примерно 10 км к северо-востоку от села Баяндай, административного центра района.

## Население
| 2002 | 2010 | 2011 | 2012 |
| ---- | ---- | ---- | ---- |
| 1071 | ↘258 | ↘257 | ↘249 |

### Половой состав
По данным Всероссийской переписи, в 2010 году в деревне проживало 258 человек (128 мужчин и 130 женщин).